# Tlaloc
Tlaloc làm một chi cá trong họ cá Profundulidae thuộc bộ cá chép răng Cyprinodontiformes, chúng là loài bản địa của Mexico, Guatemala và Honduras. Chúng gồm các loài cá Killi có kích thước nhỏ nhắn.

## Các loài
Hiện hành có 04 loài cá được ghi nhận trong chi này:
- Tlaloc candalarius (C. L. Hubbs, 1924) (Cá Killi Headwater)
- Tlaloc hildebrandi (R. R. Miller, 1950) (Cá Killi Chiapas)
- Tlaloc labialis (Günther, 1866) (Cá Killi môi lớn)
- Tlaloc portillorum (Matamoros & J. F. Schaefer, 2010) (Cá Killi Ulúan)